# George Stanford Farm
 (octobre 2020).
Pour les articles homonymes, voir Stanford.
La George Stanford Farm est une ferme américaine du comté de Summit, dans l'Ohio. Inscrite au Registre national des lieux historiques depuis le 17 février 1982, elle est protégée au sein du parc national de Cuyahoga Valley depuis la création de ce dernier en 2000.